# Liste des papes africains
L'expression « pape africain » fait référence à trois évêques de Rome de l'Antiquité dont la tradition du Liber Pontificalis situe les origines dans la province romaine d'Afrique :

Afrique romaine après la réforme de Dioclétien.

- Victor Ier, 14e pape (189-199), selon le Liber Pontificalis, est originaire de la province d'Afrique et le premier évêque de Rome à parler latin[1].
- Miltiade, 32e pape (311-314), qui selon le Liber Pontificalis, est originaire de la province d'Afrique (Miltiades, natione Afer[2]), mais pour lequel les historiens penchent plutôt pour une origine romaine[3].
- Gélase Ier, 49e pape (492-496), qui selon le Liber Pontificalis, est originaire de la province d'Afrique (Gelasius, natione Afer[4]) mais qui dans un document officiel se décrit lui-même comme « né romain » (Romanus natus[5])[6].

Tous trois ont été canonisés,,.